# گابریل فرانچنی
 گابریل فرانچنی (انگلیسی: Gabriel Francini؛ زاده ۱۲ دسامبر ۱۹۶۹) یک تنیس‌باز اهل سن مارینو است.